# 比拿雅
比拿雅（希伯來語：‎）天主教譯為貝納雅，是祭司耶何耶大的儿子，大卫的护卫长。他以英雄事迹著称：曾经在下雪的日子下坑里去，杀了一只狮子；又杀了一个壮伟的埃及人（撒母耳记下23:21）。 
比拿雅是大卫的勇士之一（历代志上11:22-25，27:6）。
比拿雅和祭司撒督、先知拿单帮助所罗门登基，因此在所罗门时期保持了地位（列王记上1:8，2:29-34）。